# Rio Chambu-yacu
Rio Chambu-yacu är ett vattendrag i Brasilien, på gränsen till Peru. Det ligger i den västra delen av landet, 2 600 km väster om huvudstaden Brasília.
I omgivningarna runt Rio Chambu-yacu växer i huvudsak städsegrön lövskog. Trakten runt Rio Chambu-yacu är nära nog obefolkad, med mindre än två invånare per kvadratkilometer.